# Palazzo della Calcografia Nazionale

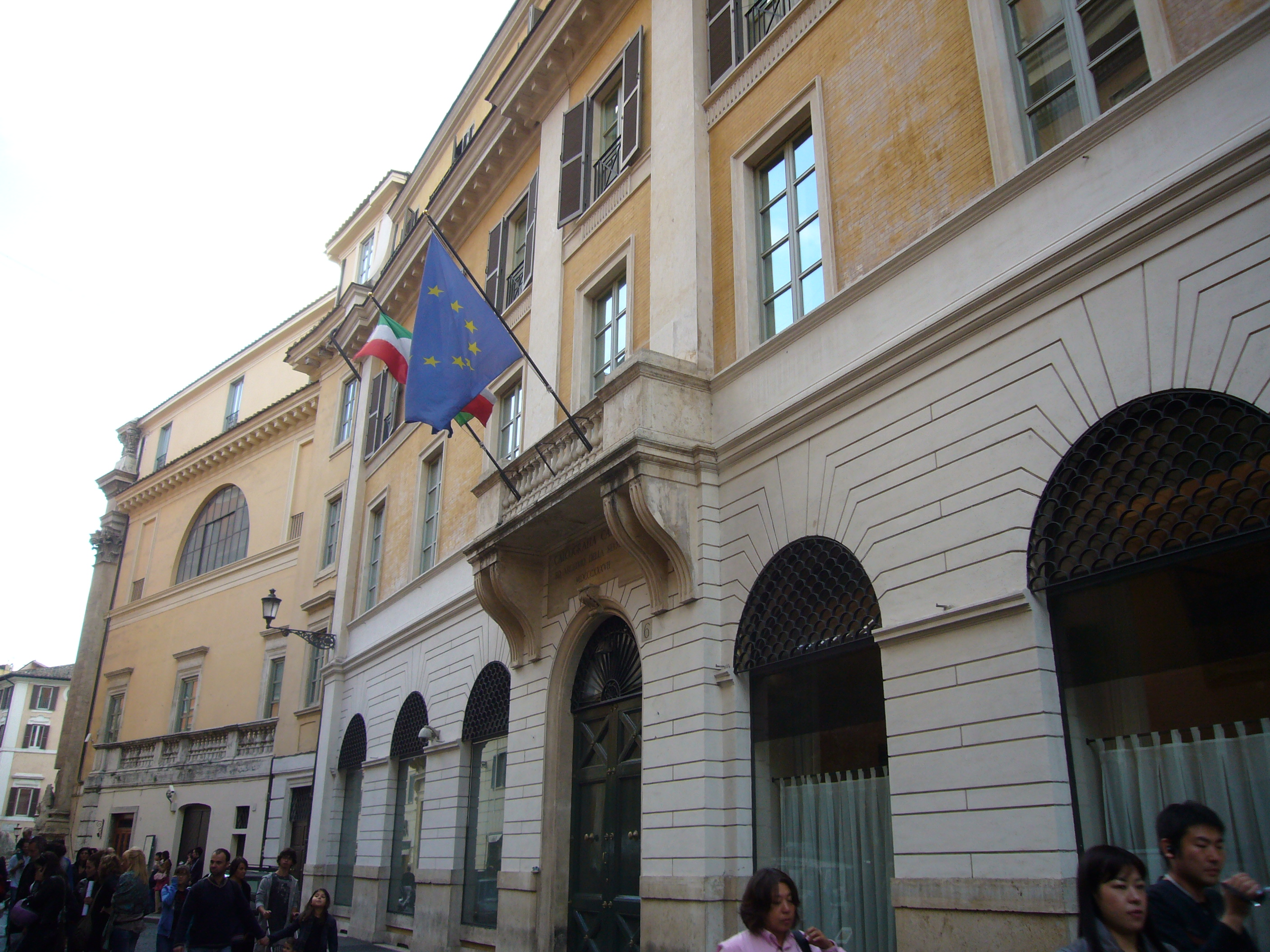
Vista da fachada do palácio à direita. À esquerda, a lateral do Palazzo Poli. A Fontana di Trevi fica na fachada frontal deste último, virando à direita no fundo da imagem.

Palazzo della Calcografia Nazionale é um palácio neoclássico localizado na Via della Stamperia (nº 6), no rione Trevi de Roma. Juntamente com o vizinho Palazzo Poli, abriga o Istituto Centrale pella Grafica, conhecido como Calcografia Nazionale.

## História

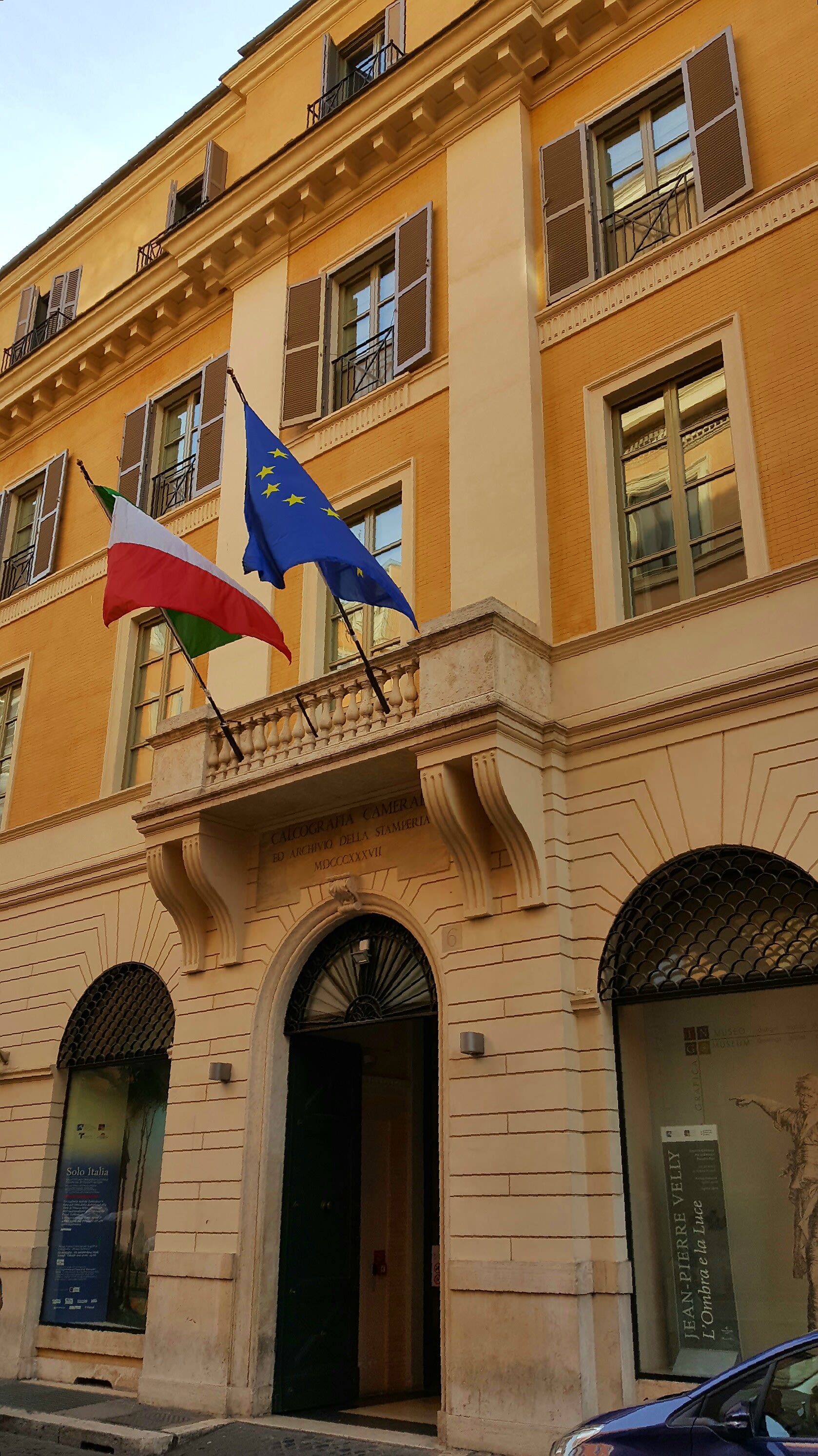
Detalhe do portal de entrada do museu.

Este palácio foi construído entre agosto de 1835 e junho de 1837 por Giuseppe Valadier para abrigar a Calcografia da Câmara Pontifícia, que antes ficava no vizinho Palazzo della Stamperia. A fachada era coroada no centro por um grande brasão do papa Gregório XVI flanqueado por cornucópias cheias de frutas. Ele foi realocado em 1888 para a fonte na êxedra e, em 1975, para o fundo do pátio à esquerda, onde ainda hoje está. O palácio, com dois pisos mais um ático acima do beiral construído em 1837, se abre no piso térreo através de um portal encimado por uma varanda no piso nobre flanqueado por seis vitrines em arco de volta inteira concebidas para expor as estampas à venda; elas ainda conservam as portas de fechamento originais inventadas por Valadier e operadas através de engenhosos mecanismos.
Nos pisos superiores, o aspecto atual é o original: no primeiro piso está uma lógia na qual, nos cantos da balaustrada, ainda hoje estão as bases das duas estátuas que iriam decorar o palácio, "L’Incisione" e "Il Disegno". Porém, somente a primeira, do escultor Luigi Amici, foi realizada e está hoje exposta na Sala de Consultas no primeiro piso. No fundo do corredor de entrada, Valadier projetou um pequeno pátio semicircular, em forma de êxedra, como solução para conectar as várias partes do edifício; o espaço era aberto e iluminado por causa da altura baixa do próprio edifício e dos palácios vizinhos. Na parede do fundo estava uma bela fonte, hoje no Museo Archeologico Nazionale delle Marche, formada por um sarcófago com a representação do mito de Medeia; ele foi substituído em 1926 por um outro sarcófago antigo, proveniente do Museu Nacional Romano no Palazzo Massimo alle Terme, que ainda hoje está no local.
Em 1975, a Calcografia Nazional e o Gabinete Nacional de Imprensa foram unificados no Istituto Nazionale per la Grafica, um órgão de caráter museal criado para conservar, tutelar e promover um patrimônio de obras que documentam as artes gráficas em suas diversas tipologias: da imprensa ao desenho, das matrizes às fotografias. Em 1978, o estado italiano adquiriu o vizinho Palazzo Poli e os dois palácios foram unificados.

## Coleções
À coleção da Calcografia, constituída inicialmente pela coleção de Lorenzo Filippo de' Rossi, foi depois integrada pelas coleções de Volpato, Canova, Camuccini e finalmente, da família Piranesi. Mas muitas outras se perderam, como as de Agostino Carracci, Raimondi e Callot, destruídos por vontade do papa Leão XII, que considerava o conteúdo delas imoral. Depois da captura de Roma (1870), a Calcografia passou para o estado italiano, tornando-se a "Calcografia Régia"; com a fundação da República, foi rebatizada de "Calcografia Nacional". 
A Calcografia conta hoje com um patrimônio de cerca de 23 000 itens de um período compreendido entre os séculos XVI e XX, enriquecida por aquisições recentes dos mestres do século XX, como Carrà e Morandi, além da coleção do abstratismo italiano da gráfica Romero e também negativos fotográficos de importância histórico-artística, alternando atividades expositivas nos campos das artes gráficas antigas e modernas. 